# Yongsheng

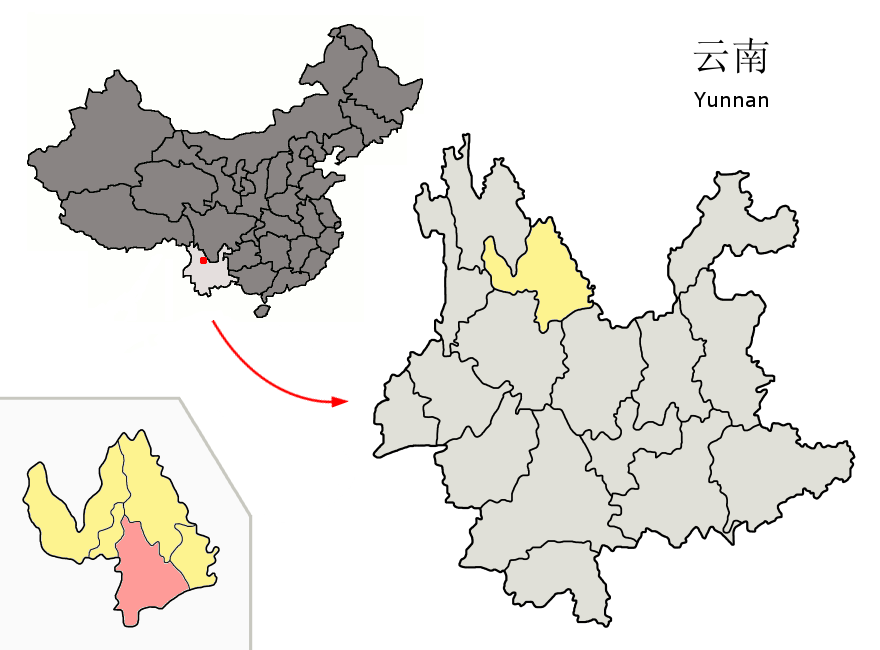
Lage von Yongsheng (rosa) in der bezirksfreien Stadt Lijiang

Der Kreis Yongsheng (永胜县; Pinyin: Yǒngshèng Xiàn) ist ein Kreis der bezirksfreien Stadt Lijiang in der chinesischen Provinz Yunnan. Er hat eine Fläche von 4.929 km² und zählt 336.832 Einwohner (Stand: Zensus 2020). Sein Hauptort ist die Großgemeinde Yongbei (永北镇). 
Im Gebiet des Kreises liegt der See Chenghai.
Die Stätte der Yingpancun-Gräber (Yingpancun muqun 营盘村墓群) im Dorf Yingpancun aus der Zeit der Ming- und Qing-Dynastie steht seit 2006 auf der Liste der Denkmäler der Volksrepublik China (6-282).

## Administrative Gliederung
Yongsheng setzt sich aus fünf Großgemeinden und zehn Gemeinden zusammen, davon sind sieben Gemeinden von nationalen Minderheiten:
- Großgemeinde Yongbei 永北镇
- Großgemeinde Renhe 仁和镇
- Großgemeinde Qina 期纳镇
- Großgemeinde Chenghai 程海镇
- Großgemeinde Sanchuan 三川镇
- Gemeinde Yangping der Yi 羊坪彝族乡
- Gemeinde Liude der Lisu und Yi 六德傈僳族彝族乡
- Gemeinde Dongshan der Lisu und Yi 东山傈僳族彝族乡
- Gemeinde Dongfeng der Lisu 东风傈僳族乡
- Gemeinde Shouyuan 涛源乡
- Gemeinde Pianjiao 片角乡
- Gemeinde Guanghua der Lisu und Yi 光华傈僳族彝族乡
- Gemeinde Songpin der Lisu und Yi 松坪傈僳族彝族乡
- Gemeinde Da’an der Yi und Naxi  大安彝族纳西族乡
- Gemeinde Shunzhou 顺州乡